# 2022年柏林撞人案
2022年柏林撞人案是2022年6月8日德國發生由精神疾患人士引發的故意撞人事件。當日上午，一名男子驾驶雷诺 Clio在一處繁忙購物區剷上柏林陶恩齐恩大街步行區，衝入人群，之後行駛了150-200米，再撞入一間店舖的櫥窗才停下。造成1人死亡，14人重伤，其中6人伤势危重。肇事者试图下車逃跑，但被路人制服，最終被警方逮捕。
死者是1名來自巴特阿罗尔森的51歲女教師。當時巴特阿罗尔森的一所學校即將畢業的學生來到柏林旅遊，遇難教师一路陪伴學生。另外有學生也在此次衝撞中受傷。嫌疑人是一名拥有德国和亚美尼亚双重国籍的29岁男子。该男子于2015年获得德国公民身份，並且曾於2014年至2016年被關押在精神病院中。6月9日，被逮捕的肇事者再次被关押在精神病院中，而且检察官認定該男子患有精神分裂症。調查人員在兇手的公寓里发现了精神病药物。公诉机关指控他犯有1项谋杀罪和17项谋杀未遂罪。截至6月17日下午，有4名受傷者仍未出院，不過所有傷者均已脫離生命危險。
事發後德國總統施泰因邁爾對發表演講表示遇難者以及受傷者表示同情。。柏林全市下半旗致哀。
6月20日，人們在威廉皇帝纪念教堂舉辦一場祈祷儀式，為此次撞人案中的遇难者、伤者和受影响的人祈禱。
6月30日，黑森州的学校為纪念来自巴特阿罗尔森的遇难老师，全體默哀1分鐘。當天黑森州的教育部长前往特阿罗尔森出席遇難教師的葬礼。奥芬巴赫县全縣降半旗致哀。
截至7月7日，一名受害者仍未出院。